# Hatti (India)
Hatti è una suddivisione dell'India, classificata come census town, di 12.419 abitanti, situata nel distretto di Raichur, nello stato federato del Karnataka. In base al numero di abitanti la città rientra nella classe IV (da 10.000 a 19.999 persone).

## Geografia fisica
La città è situata a 16° 12' 17 N e 76° 40' 34 E.

## Società

### Evoluzione demografica
Al censimento del 2001 la popolazione di Hatti assommava a 12.419 persone, delle quali 6.428 maschi e 5.991 femmine. I bambini di età inferiore o uguale ai sei anni assommavano a 1.779, dei quali 908 maschi e 871 femmine. Infine, coloro che erano in grado di saper almeno leggere e scrivere erano 7.072, dei quali 4.469 maschi e 2.603 femmine.